# Lago Aibi
El lago Aibi  (en chino, 艾比湖; pinyin, Àibǐ Hú) o lago Ebinur es un lago salino de tipo rift localizado en el noroeste de China, cerca de la frontera con Kazajistán. Administrativamente, pertenece a la prefectura autónoma mongol de Bortala, parte de la Región Autónoma Uigur de Xinjiang.

## Geografía

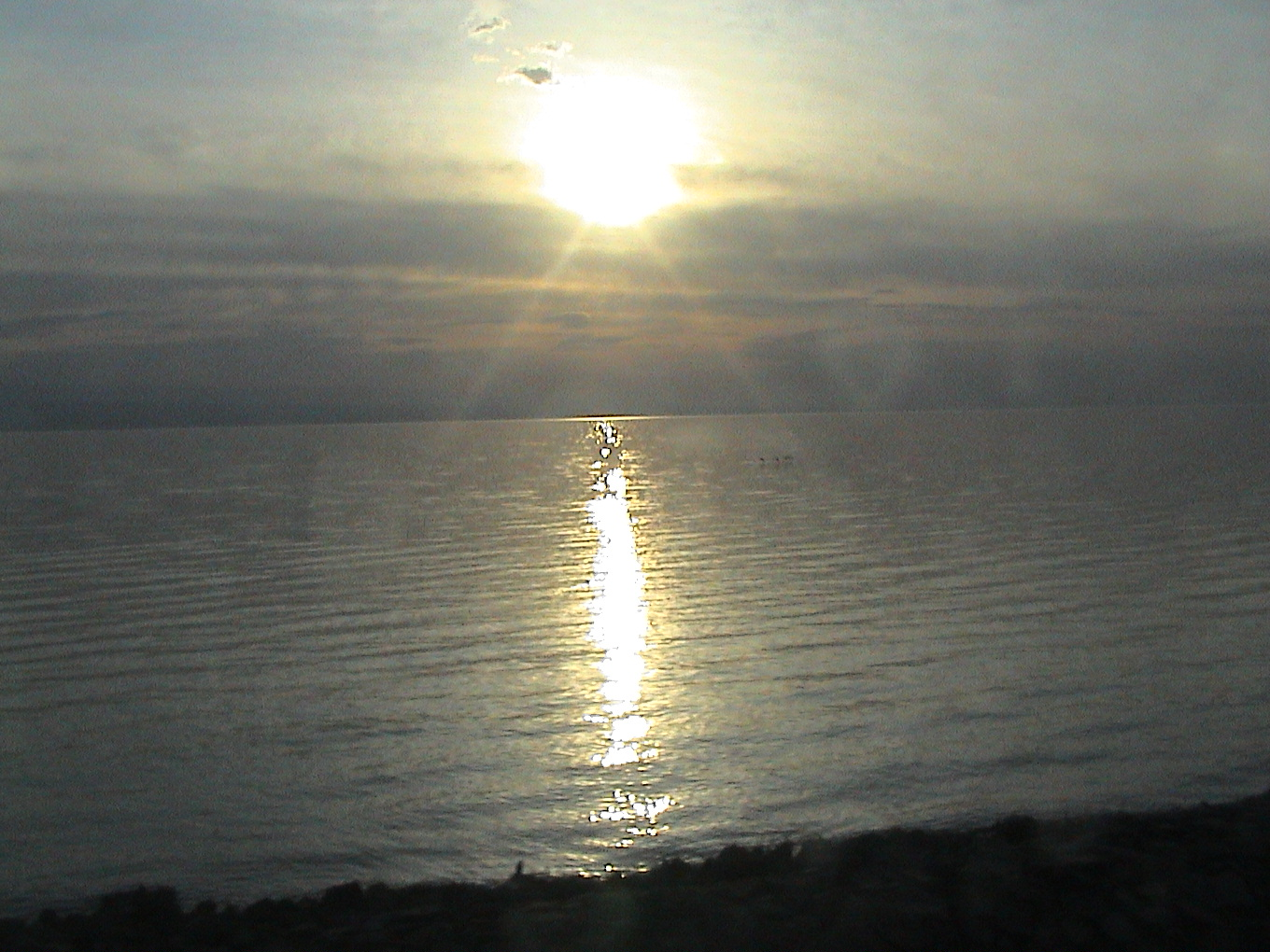
Atardecer en el lago (marzo de 2006)

Situado en el extremo sureste de la puerta de Zungaria, es el centro de la cuenca de Zungaria y en él está el punto más bajo de la depresión. Es también el mayor lago de la cuenca y tiene un área de más de 1000 km² —ahora tiene sólo 500 km²— y junto con los pantanos circundantes 1420 km². Tiene una profundidad media de menos de 2 m. El área y el nivel del agua son muy variables (hasta 800 km² y 5 m), dependiendo de la cantidad de agua (en la actualidad, el lago se encuentra en una etapa de crecimiento, debido al fuerte incremento de las precipitaciones en la región) e incluso en años secos aparece una barra arenosa central que divide el lago en dos partes, una de una profundidad de 2 m y la otra de unos 15 m.
Es alimentado por los ríos Kuitun (359 km), Jergalan y Bortala (184 km). Se congela en invierno, pero los fuertes vientos siberianos que entran por la puerta de Zungaria a veces causan que se hiele en otras fechas.  
Debido a la alta concentración de sal de su agua (87 g/l), ni plantas ni los peces viven actualmente en el lago, aunque si hay muchos tipos de peces que viven en las desembocaduras de los ríos que lo alimentan.
En agosto de 2007, los humedales del lago Ebinur fueron designados Reserva Natural Nacional por el gobierno chino.
Al noroeste del lago esta la estación de ferrocarril de Alashankou de la línea Lanzhou–Xinjiang. En el extremo sur del lago pasa la carretera de la ciudad fronteriza de Urumqi.